# Arma ninja
Se llama arma ninja a toda arma exótica de origen japonés empleada históricamente por los ninjas. Existen en una gran cantidad de tipos, pero básicamente pueden dividirse en armas arrojadizas y armas para el combate cuerpo a cuerpo. Suelen ser fácilmente ocultables, y en ocasiones consisten en adaptaciones de aperos de labranza tradicionales japoneses, lo que permitía al ninja pasar por un simple campesino.
El shuriken es un pequeño proyectil con forma de estrella, a veces llamado estrella ninja, suelen poseer de tres a seis puntas afiladas, que ocasionalmente se cubrían con veneno, pero normalmente se utilizaba como distracción no como arma.
El kunai es un puñal lanzable de hoja corta y normalmente dos filos. Son armas fáciles de esconder en la manga o en una bota.
Los Ninja también empleaban una variedad de armas y artefactos que usaban pólvora. Bombas de humo y petardos eran ampliamente usados como auxilio durante un escape o para generar una distracción antes de un ataque. Usaban distintos tipos de mechas para controlar el momento de las explosiones. Los ōzutsu (cañones) que construían podían ser usados para lanzar una lluvia de chispas así como proyectiles a su objetivo. Pequeñas "bombas" llamadas metsubushi (目潰し, "cerradoras de ojos") eran rellenadas con arena y a veces con virutas de metal. Esta arena era transportada en segmentos de bambú o en huevos ahuecados y, una vez arrojada, la cáscara se partiría, y el objetivo quedaría cegado. Incluso minas terrestres eran construidas y usaban un detonador mecánico o una cuerda embebida en aceite y encendida. Los secretos para hacer mezclas útiles de pólvora eran estrictamente guardados en muchos clanes ninja.
Otras formas de engaño eran usadas para el escape y el combate. Los ashiaro son suelas de madera unidas al tabi del ninja (medias gruesas con separación para el dedo pulgar; se las usaba con sandalias). El ashiaro se tallaba para que pareciera una pezuña o el pie de un niño, permitiéndole al ninja dejar huellas que no serían reconocidas por los guardias.
También un pequeño anillo llamado shobo usado en el dedo del ninja era usado para combate mano a mano. El shobo (o como se lo conoce en muchos estilos de ninjutsu, el shabo) tenía una pequeña protuberancia de madera usada para golpear puntos críticos del enemigo provocando un dolor agudo, y parálisis temporal en algunos casos. Un suntetsu es muy similar a un shobo. Era una pequeña pieza oval de madera fijada al dedo por una pequeña atadura. El suntetsu se sostenía contra un dedo (generalmente el mayor) del lado de la palma y cuando se golpeaba al oponente con la mano se apuntaba a puntos de presión como el plexo solar.
Los Ninja también usaban espadas cortas llamadas ninjaken, o shinobigatana. Los Ninjaken son más cortos que una katana pero más grandes que un wakizashi. El ninjaken servía más como herramienta que como arma, al carecer del complejo templado de una espada usual. Otra versión de la espada ninja era la shikoro ken (espada sierra). Se dice que la shikoro ken era usada para entrar a edificios, y podía tener un segundo uso para cortar oponentes.
- Datos: Q5695391